# Лепик, Тыну Рихардович
Тыну Рихардович Лепик (эст. Tõnu Lepik; род. 1 мая 1946, Таллин) — советский эстонский легкоатлет, специалист по прыжкам в длину. Выступал за сборную СССР по лёгкой атлетике в 1964—1976 годах, обладатель бронзовой медали чемпионата Европы, чемпион Европы в помещении, победитель и призёр первенств всесоюзного значения, действующий рекордсмен Эстонии по прыжкам в длину в помещении, участник двух летних Олимпийских игр. Мастер спорта СССР международного класса.

## Биография
Тыну Лепик родился 1 мая 1946 года в Таллине.
Начал заниматься лёгкой атлетикой в 1957 году, проходил подготовку под руководством заслуженного тренера СССР Александра Александровича Чикина. Представлял Вооружённые Силы и таллинское добровольное спортивное общество «Калев».
Впервые заявил о себе на международном уровне в сезоне 1964 года, когда вошёл в состав советской сборной и выступил на соревнованиях в Варшаве, где в прыжках в длину показал результат 6,80 метра.
В 1967 году в той же дисциплине стал четвёртым на Европейских легкоатлетических играх в помещении в Праге.
В 1968 году получил серебро на Европейских легкоатлетических играх в помещении в Мадриде, уступив только своему соотечественнику Игорю Тер-Ованесяну. На чемпионате СССР в Ленинакане взял бронзу. Благодаря череде удачных выступлений удостоился права защищать честь страны на летних Олимпийских играх в Мехико — в финале прыжков в длину установил свой личный рекорд 8,09 метра, расположившись в итоговом протоколе соревнований на пятой строке.
В 1969 году завоевал бронзовые награды на чемпионате СССР в Киеве и на чемпионате Европы в Афинах.
В 1970 году одержал победу на чемпионате Европы в помещении в Вене. Показанный здесь результат 8,05 поныне считается национальным рекордом Эстонии.
На чемпионате Европы 1971 года в Хельсинки занял итоговое седьмое место.
В 1972 году победил на зимнем чемпионате СССР в Москве, был пятым на чемпионате Европы в помещении в Гренобле.
В 1974 году выиграл серебряную медаль на чемпионате СССР в Москве, стал восьмым на чемпионате Европы в Риме.
В 1975 году получил серебро на чемпионате страны в рамках VI летней Спартакиады народов СССР в Москве.
Принимал участие в Олимпийских играх 1976 года в Монреале — на сей раз в прыжках в длину показал результат 7,49 метра, чего оказалось недостаточно для выхода в финал.
За выдающиеся спортивные достижения удостоен почётного звания «Мастер спорта СССР международного класса».
Впоследствии проявил себя как спортивный функционер. В 1980-х годах занимал должность начальника отдела лёгкой атлетики Комитета по физической культуре и спорту Эстонской ССР. В 1985—1987 годах — член президиума и заместитель председателя Федерации лёгкой атлетики Эстонской ССР.